# Sydfront 1989
Sydfront 1989 (FMÖ 89) var en militärövning (försvarsmaktsövning) som genomfördes i Sverige 5–17 september 1989. Sydfront 1989 var resursmässigt en av de största av genomförda försvarsmaktsövningarna, genom att förband ur samtliga försvarsgrenar övades och samverkade med totalförsvaret. Övningen genomfördes i huvudsak inom Södra militärområdet (Milo S) och övningsledare var militärbefälhavaren för Milo S, generallöjtnant Gustaf Welin. I övningen deltog inalles 30.000 ur armén, marinen och flygvapnet. Huvuddelen av personalen var värnpliktiga som undergick repetitionsutbildning. Materielmässigt ingick 3.000 hjulfordon, 225 bandfordon, ett 60-tal båtar och fartyg samt omkring 125 flygplan och helikoptrar.